# Rhoadsia minor
Rhoadsia minor — вид харациноподібних риб родини харацинових (Characidae).

## Поширення
Ендемік Еквадору. Поширений у верхній частині басейну річки Есмеральдас на заході країни.

## Опис
Дрібна рибка, завдовжки до 10,4 см.